# Завади (Ґолдапський повіт)
Завади (пол. Zawady, нім. Sawadden, 1938-45: Herbsthausen A) — село в Польщі, у гміні Бані Мазурські Ґолдапського повіту Вармінсько-Мазурського воєводства.
Населення — 147 осіб (2011).
У 1975-1998 роках село належало до Сувальського воєводства.

## Демографія
Демографічна структура станом на 31 березня 2011 року:
|          | Загалом | Допрацездатний вік | Працездатний вік | Постпрацездатний вік |
| -------- | ------- | ------------------ | ---------------- | -------------------- |
| Чоловіки | 80      | 13                 | 54               | 13                   |
| Жінки    | 67      | 12                 | 31               | 24                   |
| Разом    | 147     | 25                 | 85               | 37                   |